# Franck Evina
Franck Junior Evina, né le 5 juillet 2000 à Yaoundé, est un footballeur camerounais et allemand. Il évolue au poste d'attaquant au FC Emmen.

## Biographie

### Bayern Munich
Né au Cameroun, Evina rejoint sa mère en Allemagne à l'âge de 6 ans. Installé à Munich, il fait ses classes au SV Neuperlach, club d'un quartier du sud-est de la capitale bavaroise. En 2013, il rejoint le centre de formation du Bayern Munich.
Entre 2015 et 2017, il évolue avec les U17 du Bayern Munich. Il marque alors 26 buts en 48 matchs, et conduit l'équipe, lors de la saison 2016-2017, à son premier titre de champion d'Allemagne U17 depuis dix ans.
En 2017-2018, après une première partie de saison effectuée avec l'équipe U19 du Bayern Munich, il rejoint l'équipe réserve du club, qui évolue en Regionalliga Bayern, la quatrième division nationale. 
Le 28 avril 2018, Evina est titulaire pour ses grands débuts chez les professionnels à l'occasion de la 32e journée de Bundesliga, contre l'Eintracht Francfort. Il enchaîne une deuxième titularisation lors de la journée suivante, contre le FC Cologne. Quelques jours plus tard, le 11 mai 2018, il signe son premier contrat professionnel avec le Bayern Munich, jusqu'en 2021.

### Carrière internationale
Le 12 novembre 2017, Evina participe à une rencontre avec l'équipe d'Allemagne U18, contre l'Italie.
Susceptible de jouer pour le Cameroun, son pays natal, ou pour l'Allemagne, Evina a fait part de son intention de défendre les couleurs camerounaises .

## Statistiques
| Saison                | Club                    | Championnat           | Championnat | Championnat | Coupe(s) nationale(s) | Coupe(s) nationale(s) | Compétition(s) continentale(s) | Compétition(s) continentale(s) | Compétition(s) continentale(s) | Coupe régionale | Coupe régionale | Total | Total |
| Saison                | Club                    | Division              | M.          | B.          | M.                    | B.                    | Comp.                          | M.                             | B.                             | M.              | B.              | M.    | B.    |
| 2017-2018             | Bayern Munich           | Bundesliga            | 2           | 0           | -                     | -                     | C1                             | -                              | -                              | -               | -               | 2     | 0     |
| Sous-total            | Sous-total              | Sous-total            | 2           | 0           | 0                     | 0                     | -                              | 0                              | 0                              | 0               | 0               | 2     | 0     |
| 2018-2019             | Holstein Kiel (prêt)    | 2. Bundesliga         | 9           | 0           | 0                     | 0                     | -                              | -                              | -                              | -               | -               | 9     | 0     |
| Sous-total            | Sous-total              | Sous-total            | 9           | 0           | 0                     | 0                     | -                              | 0                              | 0                              | 0               | 0               | 9     | 0     |
| 2019-2020             | KFC Uerdingen 05 (prêt) | 3. Liga               | 30          | 5           | 1                     | 0                     | -                              | -                              | -                              | 1               | 0               | 32    | 5     |
| Sous-total            | Sous-total              | Sous-total            | 30          | 5           | 1                     | 0                     | -                              | 0                              | 0                              | 1               | 0               | 32    | 5     |
| 2020-2021             | Hanovre 96              | 2.Bundesliga          | -           | -           | 1                     | 0                     | -                              | -                              | -                              | -               | -               | 1     | 0     |
| 2021-2022             | Hanovre 96              | 2.Bundesliga          | 2           | 0           | -                     | -                     | -                              | -                              | -                              | -               | -               | 2     | 0     |
| Sous-total            | Sous-total              | Sous-total            | 2           | 0           | 1                     | 0                     | -                              | 0                              | 0                              | 0               | 0               | 3     | 0     |
| 2021-2022             | Hanovre 96 II           | Regionalliga Nord     | 5           | 0           | -                     | -                     | -                              | -                              | -                              | -               | -               | 5     | 0     |
| 2022-2023             | Hanovre 96 II           | Regionalliga Nord     | 18          | 12          | -                     | -                     | -                              | -                              | -                              | -               | -               | 18    | 12    |
| Sous-total            | Sous-total              | Sous-total            | 23          | 12          | 0                     | 0                     | -                              | 0                              | 0                              | 0               | 0               | 23    | 12    |
| 2021-2022             | Viktoria Berlin (prêt)  | 3. Liga               | 8           | 0           | -                     | -                     | -                              | -                              | -                              | 2               | 0               | 10    | 0     |
| Sous-total            | Sous-total              | Sous-total            | 8           | 0           | 0                     | 0                     | -                              | 0                              | 0                              | 2               | 0               | 10    | 0     |
| 2022-2023             | SV Sandhausen           | 2.Bundesliga          | 13          | 3           | -                     | -                     | -                              | -                              | -                              | -               | -               | 13    | 3     |
| 2023-2024             | SV Sandhausen           | 3. Liga               | 1           | 0           | 1                     | 0                     | -                              | -                              | -                              | -               | -               | 2     | 0     |
| Sous-total            | Sous-total              | Sous-total            | 14          | 3           | 1                     | 0                     | -                              | 0                              | 0                              | 0               | 0               | 15    | 3     |
| Total sur la carrière | Total sur la carrière   | Total sur la carrière | 88          | 20          | 3                     | 0                     | -                              | 0                              | 0                              | 3               | 0               | 94    | 20    |

## Palmarès
|  |  | Bayern Munich - Bundesliga - Vainqueur : 2018 |